# Morgan State Bears

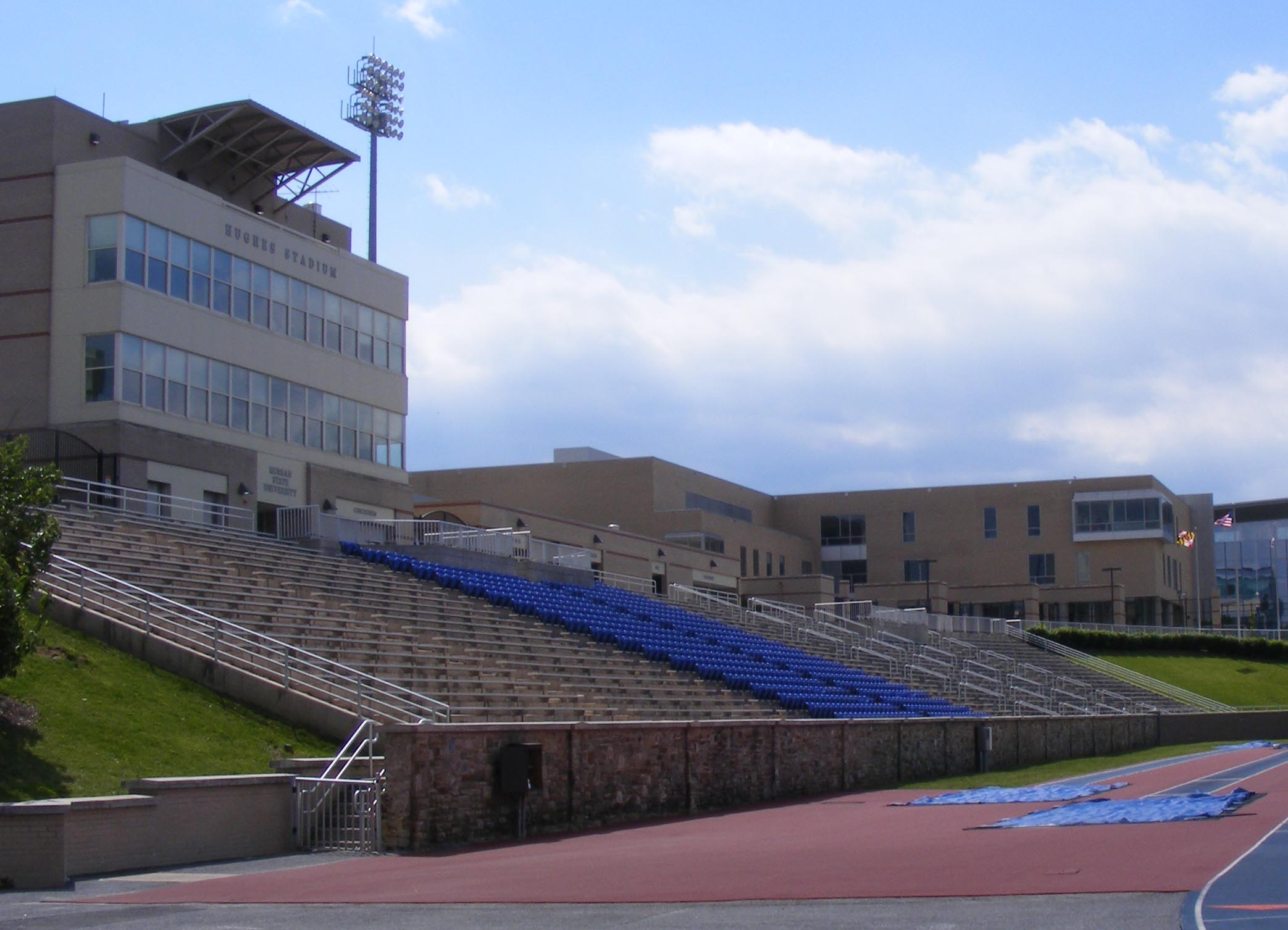
Hughes Stadium

Morgan State Bears (español: los Osos de Morgan State) es el nombre de los equipos deportivos de la Universidad Estatal Morgan, situada en Baltimore, Maryland. Los equipos de los Bears participan en las competiciones universitarias organizadas por la NCAA, y forman parte de la Mid-Eastern Athletic Conference.

## Programa deportivo
Los Bears compiten en 5 deportes masculinos y en 7 femeninos:
| - Masculino - Baloncesto - Fútbol Americano - Atletismo - Tenis - Cross | - Femenino - Cross - Baloncesto - Bowling - Softball - Voleibol - Atletismo - Tenis |

## Instalaciones deportivas
- Talmadge L. Hill Field House es el pabellón donde disputan sus partidos los equipos de baloncesto. Fue inaugurado en 1975 y tiene una capacidad para 4.250 espectadores.[1]
- Hughes Stadium, es el estadio donde disputan sus encuentros el equipo de fútbol americano. Inaugurado en 1937 y renovado en 2001, tiene una capacidad para 10.000 espectadores.[2]